# 李繼臻
李继臻（?—?），唐朝末年凤翔节度使李茂贞的养子。
李茂贞兼领山南道，派李继臻守金州（今陕西省安康市），唐昭宗大顺二年（891年）均州（今湖北省丹江口市）刺史冯行袭擊敗李继臻夺占金州，朝廷于是任命冯行袭为昭信防御使（戎昭军节度使），治所在金州。杨守亮从金州、商州（今陕西省商洛市）想攻打京师长安（今陕西省西安市），冯行袭迎战，击败杨守亮。